# Povijest Sarajeva

## Prapovijesna naselja Butmir i Debelo brdo
Još od neolita na području današnjeg Sarajeva egzistiraju organizirane ljudske skupine. O tomu svjedoče brojna arheološka nalazišta, među kojima treba istaknuti neolitsko naselje Butmir i fortifikacijski objekt Debelo brdo na obroncima Trebevića. 
Arheološko nalazište Butmir, u znanstvenim krugovima poznato i pod širim terminom Butmirska kultura, otkriveno je koncem devetnaestoga stoljeća, tijekom priprema za izgradnju poljoprivredne škole. Odmah po otkriću keramičkih ulomaka i inih nalaza prekinuti su graditeljski radovi i uslijedila su opsežna istraživanja koja su potrajala tri godine. Naime, otkriće prapovijesnih tragova života na tom području izazvalo je buru u europskim znanstvenim krugovima tog doba, a u prilog izrečenom ide i činjenica da je 1894. u Sarajevu održan kongres najeminentnijih arheologa i antropologa posvećen spomenutom otkriću.
Pokretni arheološki nalazi s otkrivenog lokaliteta pohranjeni su uglavnom u Zemaljskom muzeju u Sarajevu.
Nalazi su iz oko 2500. pr. Kr.

## Ilirsko i rimsko razdoblje
Neolitski čovjek iz Butmira silazi s povijesne scene u brončanom dobu, a na teritoriju koji je naseljavao i u bližoj okolici tijekom željeznog doba i poslije susrećemo ilirsko-panonsko pleme Dezitijata (Desijati). O podrijetlu Dezitijata vođene su ozbiljne rasprave u znanstvenim krugovima i materijalni dokazi potvrđuju njihovu nazočnost na širem području današnjeg Sarajeva, odnosno na području gornjih tokova rijeka Bosne i Vrbasa i u dolinama njihovih pritoka. Štoviše, s priličnom se sigurnošću može locirati i glavno utvrđeno mjesto tog plemena (okolica Breze), a potvrđeno je sudjelovanje dezitijatskih ratnika u rimsko-ilirskim ratovima od 6. do 9. godine. Rimljani su nešto prije pokorili Desijate, koji su se zatim digli na ustanak, koji su Rimljani ugušili od 6. – 9. godine. Područje je pripalo rimskoj pokrajini Dalmaciji sa sjedištem u Saloni, iz koje se u ove predjele proširilo kršćanstvo. 
Romanizacija Dezijata intenzivna je u prvim stoljećima prvog milenija, a proces se okončava nakon Constitutio Antoniana (212.) kad postaju rimskim građanima i zaboravljaju svoju tradiciju. 
Trag rimske vlasti su:
- rimski kašteli poput onog na Debelom brdu ponad Sarajeva
- rimska naseobina u selu Azićima kod Stupa
- rimska naseobina Crkvinama kod Gornjeg Kotorca
- rimska naseobina kod Alipašina mosta na križanju cesta u Ilidžu i Trnovo
- rimska naseobina na Ilidži- rimske terme »Aquae« s lijepim vilama, ukrašenim mozaicima
- starokršćanska crkvica na brežuljku Gracu nad Lepenicom kod sela Homolja
- starokršćanska crkvica iz 5. ili 6. stoljeća u Brezi, s urezanom abecedom u gotskim runama. Pad Rimskog Carstva bio je okvirno 476. pa je crkvica nastala u zadnjem razdoblju tog carstva.

U rimskom i poslijerimskom vremenu pripadale su biskupiji Bistua Nova. Biskupija je velike površine i nalazimo ju u vrelima s crkvenih sabora u Splitu 530. i 532. godine. Sjedište biskupije nije točno poznato. Pretpostavljene lokacije su na Mošunju kod Travnika (Mons sacrum) ili u današnjoj Zenici.

## Rani srednji vijek
Goti, Avari i Slaveni doseljavaju se u ove krajeve u 6. stoljeću. Hrvati i Srbi doselili su se u 7. stoljeću. Hrvati su napravili svoju državu od Drave i Drine do Jadrana, a Srbi na području Raške.
Na istoku Hrvatske formirala se oblast Bosne. Vrelo u kojoj se spominje je iz 950. O upravljanju carstvom Konstantina Porfirogeneta. Porfirogenet navodi dva grada u Bosni Kateru i Desnek. Katera se tiče Sarajeva odnosno Stupa, na čijem je teritoriju Katera, današnji Kotorac, iznad kojega je gradina na brdu Gracu. Bosnom tog vremena u kojoj je današnje Sarajvo vladao je ban, kako je običaj isključivo kod Hrvata bio od starine običaj, dok nema toga u drugih naroda. Sarajevo je tad zvalo se Vrhbosanjem ili Vrhbosnom i pripadalo je političkoj župi Vrhbosni. Vrhbosanski je kraj bio sasvim ikavski, govor koji je samo kod Hrvata. Dok nisu pomagani partikularizmi kod muslimana u Austro-Ugarskoj i posebno u Titovoj Jugoslaviji, i kad je još bila živa hrvatska svijest, kod sarajevskih muslimana još su se primjećivali jasno tragovi ikavice i starih naglasaka. Katolici i muslimani često su miješali ikavske oblike, a do Austro-Ugarske i dviju Jugoslavija to su radili još u većoj mjeri, te su stanovnici Sarajeva bili čisti ikavci. Agresivnom politički podobnom srpskom ijekavizacijom, političkom nepodobnošću hrvatske ikavice koja je osobito u drugoj Jugoslaviji asocirala na hrvatstvo i "ustaštvo", biološkim istrebljenjem muslimana hrvatske svijesti kod muslimana nestaje ikavice, svijesti o ikavici i ta je tema tabu jer je stalni i neoborivi podsjetnik na nedvojbeno hrvatsko podrijetlo. Kod katoličkih Hrvata je dva puta zbog naglog ratnog i poslijeratnog smanjenja broja katolika u Sarajevu, poslijeratnog medijskog i prosvjetnog utjecaja i političke nepodobnosti potisnuta ikavica u korist državotvorne vlaško-srpske ijekavice kojom su govorili Srbi i svesrdno prihvatili muslimani. Stari su toponimi bili Bilave, Osik i slični. Ikavica je dokumentirana i na nadgrobnim spomenicima, pa u Crnać-groblju u Gornjem Kotorcu (župa Stup) nalazi se grob Bogčina, sina kneza Stipka, na kojem je natpis "Ase (ovdje) leži Bogčin kneza Stipka... sin na svojoj zemlji, na plemenitoj. Družino, žalite me, mlad si sega svita otidoh, a jedin bih u majke. A se pisa Ugarak." Znano je da je Bogčinov sin imena Balaban i građanin Sarajeva spomenut u isabegovoj vakufnami iz 1462. godine. Primjer indicira vjersku prošlost današnjih izvornih b. h. muslimana: Stipko ili barem njegovi djedovi — katolici; Bogčin — pataren; Balaban — musliman. Neki su znanstvenici čak smatrali da je ta ikavica trag čakavštine, isključivo hrvatskog narječja. Nasuprot njima, glavni dio sarajevskih pravoslavaca i pravoslavaca Sarajevskog polja su iz bilećkog, gatačkog i nevesinjskog kraja i jako nanose na tamošnji štokavsko ijekavski govor. Ikavice kod pravoslavaca nema, osim ako se ne radi o katoličkim obiteljima koje su prešle na pravoslavlje ili o izoliranim pravoslavcima koji su poprimili govor okolnih ikavaca. 

### Predosmansko razdoblje
Vrhbosna i kraj oko Vrhbosne pripao je moćnom vojvodi Radinu Jablanoviću i poslije sinu mu koji se zvao Pavao Radinović i nosio naslov velikog vojvode rusaga bosanskog. Služili im je više bosanskog nižeg plemstva tzv.  "vlasteličići". Prezimena vlasteličića očuvana su kao toponimi, tj. imena sela stupske župe: u Sarajevskom polju Mihajlovići, Latice i Dobroševići, kod Trnova Dujmovići i Divčići te blizu Pala Dragulje. Zbog univerzalnih slavenskih i kršćanskih imena ne može se iz prezimena vidjeti pripadnost vjeri, no iz prezimena Dujmovića to je moguće. Za njih je izvjesno da su starinom bili katolici, jer prezime Dujmović dolazi od Dujam, a sveca Dujma štuje samo Katolička crkva. Dujmovići pod Treskavicom su do Drugoga svjetskog rata bili čisto muslimansko selo. Izvjesna je sveza s neislamiziranim, katoličkim Dujmovićima nešto sjevernije u općini Kaknju.
Srednjovjekovne arheološke lokalitete na širem području današnjeg Sarajeva, dakle temeljne orijentire za proučavanje predosmanske prošlosti grada, znanost uglavnom dijeli u pet većih skupina: neistraženi lokaliteti s crkvama, istraženi lokaliteti s crkvama, groblja i nekropole, utvrde, područja s većom koncentracijom nekropola stećaka. 
Značajniji lokaliteti iz navedenih skupina su: groblje na Carini (Marijin dvor), Bijela tabija na Vratniku (utvrda Vrhbosna?), grad Hodidjed (starinom Hodidid), nekropola Pavlovac i područje Tilave....
Istraživanja su u najvećoj mjeri fokusirana, osim dijela koji se bavi fortifikacijskim obrambenim objektima i samim naseljima, na crkve i groblja - što i ne treba čuditi, ako znamo da je na teritoriju Sarajeva, u naselju Vrhbosna, centru istoimene župe, još u 13. stoljeću bilo sjedište Vrhbosanske biskupije (osnovane u drugoj polovici 11. stoljeća, između 1060. i 1075. godine). Biskupija, koju je utemeljio hrvatski kralj Petar Krešimir IV. bila je u vrijeme osnivanja sufragan (podložna) Splitskoj nadbiskupiji. Osim Vrhbosne, narečena biskupija je obuhvaćala i šest župa Središnje Bosne: Bosnu, Vogošću, Lepenicu, Lašvu, Brod i Trstivnicu.
Biskup Ponza je 1238. godine sagradio u mjestu Brdu kod Vrhbosne katedralu sv. Petra i Pavla i uz katedralu kaptol. Time je naselje na mjestu današnjeg Sarajeva tri stoljeća prije osmanlijske okupacije dobio ime Vrhbosanje. Iz tih vremena datira kamen s ugraviranim natpisom: 'Beati Petri in Verb(osna)". Utvrda Vrhbosna spominje se 1379. godine. Župa istog imena spominje se 1415. godine.

## Osmansko Sarajevo
Prekretnicu u razvitku grada označuje osmansko zauzimanje Istočne i Središnje Bosne u 15. stoljeću. Isa-beg Isaković, osnivatelj osmanskog grada Saraj na području srednjovjekovne Vrhbosne i manjih sela u okolici, gradi za to vrijeme impozantne vjerske i svjetovne objekte: prvu džamiju, upravnu rezidenciju, most i drugo. Njegovo djelo nadopunjuju potonji upravitelji, posebice Gazi Husrev-beg. Tijekom njegove uprave grad dobiva nove sadržaje, orijentalni izgled, što ga svrstava u red velikih, urbaniziranih osmanskih gradova. U idućim stoljećima grad se intenzivno razvijao, no istovremeno preživljavao i brojne nedaće:požare, epidemije kuge, poplave, a posebice treba spomenuti upad postrojbi princa Eugena Savojskog, koji ga je spalio 1697. godine.
Prvi apostolski vikar u Bosni biskup fra Mate Delivić u svome izvješću iz 1737. godine navodi ova mjesta u župi Sarajevo,u koja su uz Sarajevo Kruzi (Cruzi) s 2 katoličke kuće i 20 katolika, Nasići (Nassih) s 4 katoličke kuće i 30 katolika te Planina s 5 katoličkih kuća i 46 katolika, Pofalić (Pofalich, 4, 35), Zabrđe (Zabergie, 2, 20), Crnotina (Cernotina, 8, 97), Čemernica (Cermerniza, 10, 104), Stup (2, 25), Bare (Barre, 3, 30), Doglod (1, 15), Otes (Attes, 4, 30), Tolpik (Toplik, 4, 15), Osi(je)k (Ossik, 2, 8), Naorevo (1, 9) i jedno naselje nečitka imena s 25 katolika, dok za grad Sarajevo navodi 22 katoličke kuće i 125 katolika.

### Značajniji objekti izgrađeni tijekom osmanskog doba
- Džamije: Alipašina džamija (1560./61.), Baščaršijska džamija (1516.), Careva džamija (1566.), Ferhadija (1561./62.), Gazi Husrev-begova džamija (1531.)
- Crkve: Saborna crkva presvete Bogorodice (1863./72.), Stara pravoslavna crkva (1539.)
- Sinagoge: Stari židovski hram (1580./81., današnji oblik 1821.)
- Mostovi: Kozja ćuprija (prva polovica 16. stoljeća), Latinska ćuprija, bivši Principov most (1789.)
- Ostalo: Bijela tabija (oko 1550.), Brusa bezistan (1561.), Gazi Husrev-begov bezistan (1540.), Kuršumli medresa (1537./38.), Kapi kula na Ploči (početak 18. stoljeća), Konak na Bistriku, Morića han (kraj 16. stoljeća), Sahat-kula Gazi Husrev-begove džamije (kraj 16. stoljeća), Sebilj (gradska fontana, 1754. današnji oblik 1891.), Svrzina kuća (tradicionalna bosanska gradska kuća, 1832.), Turbe sedam braće (1815.), Višegradska kapi kula (početak 18. stoljeća),  Zgrada Ministarstva odbrane na Bistriku (1854./56.)

## Austrougarska vlast u Sarajevu i Prvi svjetski rat
Austrougarske postrojbe pod zapovjedništvom generala Josipa Filipovića (oko 14.000 vojnika)  ušle su Sarajevo 19. kolovoza 1878. godine. Borbe u široj okolici i u središtu grada trajale su od ranih jutarnjih sati do otprilike dva sata poslijepodne, kad je skršen otpor.
Sam general Filipović u rezidenciju Konak ušao je oko pet sati poslijepodne i od tada počinje razdoblje austrougarske uprave u Sarajevu. U početku, odnosno do konca iste godine, može se govoriti o vojnoj upravi, a karakteriziraju je osnivanje Gradskog poglavarstva i prijekog suda. Od 1. siječnja 1879. funkcionira prvo civilno tijelo vlasti, Zemaljska vlada, a ubrzo je uslijedilo osnivanje Vrhovnog suda, Redarstva, te imenovanje prvog sarajevskog gradonačelnika -  Mustafe bega Fadilpašića.
S Austro-Ugarskom je napredovala i trgovina vinom. Velika je potrošnja dalmatinskog vina bila u Sarajevu i u svoj Bosni i Hercegovini. Među prvim trgovcima dalmatinskim vinom u Sarajevu i po cijeloj BiH bila je tvrtka "Franičević i Pavičić". Prema gradskoj tržnici sagradili su lijepu kuću i u njoj rijetko vidljiv golemi vinski podrum od tesana kamena i cementa, estetski uređen, pun vina u bačvama, kapaciteta nekoliko tisuća hl. Podrum je bio napredno opremljen za svoje vrijeme, jer je u njemu već 1896. preko noći gorila svijetlila električna rasvjeta. Franičević i Pavičić su na današnjoj adresi Ferhadija 13 imali stambeno-poslovnu kuću koju je u secesijskom stilu projektirao Josef Gramer, izgrađenu 1911. godine.

### Sarajevski atentat
U Sarajevu su 28. lipnja 1914. ubijeni austrougarski prijestolonasljednik Franjo Ferdinand i njegova žena Sophie. Atentat, koji je izvršio Gavrilo Princip, bio je povod za izbijanje Prvog svjetskog rata. 

### Značajniji objekti izgrađeni tijekom austrougarskog doba
- Crkve: Crkva Kraljice sv. krunice, Crkva sv. Ćirila i Metoda (kraj 19. stoljeća), Franjevačka crkva sv. Ante Padovanskog, Katedrala Srca Isusova (1884./89.),
- Sinagoge: Aškenaška sinagoga u Sarajevu (1902.)
- Mostovi: Eiffelov most (most na Skenderiji, 1893.), Careva ćuprija (1897.), Čobanija most (most, 1888.), Ćumurija (most, 1886.), Drvenija (most, 1899.)
- Ostalo: Akademija likovnih umjetnosti (bivša Evangelistička crkva (1898./99.), Despića kuća (tradicionalna gradska kuća bosanske srpske porodice, 1881.), Dom Armije (1880./81.), Fakultet islamskih nauka (1887./89.), Franjevački samostan sv. Ante na Bistriku, Gradska tržnica Markale (1894.), Hotel Evropa (1880./81.), Inat kuća (kraj 19. stoljeća), Jajce (vojarna) (1913./14.), Muzički paviljon (1913.), Narodno pozorište (1897./98.), Palača Marijin dvor (1885./95. i 1897.), Zgrada Predsjedništva BiH (1885.), Rektorat Sveučilišta (1912./14.), Sarajevska pivovara (1898.), Umjetnička galerija Bosne i Hercegovine (1912.),  Vijećnica (kasnije Nacionalna biblioteka Bosne i Hercegovine, 1891./96.), Zemaljski muzej (1913.), Zgrada glavne pošte (1913.), Zgrada HKD Napredak u Sarajevu (1912./13.), Zgrada OSCE (bivša Austrougarska banka, 1912.)

## Kraljevina Jugoslavija
U Kraljevini Jugoslaviji Sarajevo je bilo glavni grad Drinske banovine. 1929. godine počela je izgradnja zgrade Narodne banke po projektu Milana Zlokovića, u stilu beogradske moderne. Izgrađena je na predjelu, nenaseljenom u osmansko doba, tek jedna stazica koja je bila komunikacija s Mejtašem. Tuda je proticao potok Buka, danas zatrpan. Izgradnja je počela u ulici Ćmeluša. Radi izgradnje objekata došli su kvalitetni kamenoresci s juga Hrvatske, iz Dalmacije. Nastanili su se u blizini gradilišta, malo poviše, na mjestu današnje Dalmatinske ulice. Po majstorima kamenorescima koji su tu živjeli dok se banka gradila, u narodu je zaživio naziv Dalmatinska ulica koji je postao služben i tako ostao do 1966. godine. Nakon rata u BiH ulici je vraćeno ime Dalmatinska. Ulica je poznata i po stambenom naselju Sunce. Zbog osunčanosti, omanjih kuća, dvorišta prepunih cvijeća i zelenila podsjeća na Dalmaciju i jedan je od najljepših dijelova Sarajeva. Na lokalitetu se otvorilo klizište zbog čega su se nakrivile zgrade. Razlog klizišta su tek nedavno otkriveni tuneli tj. velika skloništa ispod zgrada.
Pred rat je u Sarajevu bilo većina muslimana, zatim 30% bilo je Hrvata katolika, brojem su slijedili Srbi i još pet tisuća Židova.

### Značajniji objekti izgrađeni od 1918. do 1945.
- Crkve i samostani: Crkva sv. Josipa, Crkva sv. Preobraženja (1939.)
- Ostalo: zgrada Narodne banke (1929.)

## Nezavisna Država Hrvatska
Nakon napada na Jugoslaviju, u Bosni i Hercegovini je uspostavljena Država Hrvatska prije dolaska hrvatske vojske iz Zagreba i ulaska njemačke vojske u Sarajevo. Svi Hrvati u Sarajevu radili su na uspostavi hrvatske države. Nisu pitali tko će biti na čelu, jer su svi bili za državu Hrvatsku. Ujutro u 7h u Sarajevo je ušla hrvatska vojska iz Zagreba, kojoj je na čelu bio Krunoslav Batušić, zapovjednik HSS-ove Seljačke zaštite. Vojska koju je predvodio činilo je 3 000 domobrana i 2 000 zaštitara Seljačke zaštite u smeđim odorama. Došao je i Jure Francetić s 40 ustaša povratnika. Do tad je tajno u Sarajevu djelovala ustaška organizacija od 50 ustaša.
Cijeli je grad bio oslobođen i u hrvatskim rukama, a jedino nije bila slobodna velika vojarna Vojske Kraljevine Jugoslavije u kojoj se nalazila srpska vojska i četnici pobjegli iz Srbije. Te dana Vlada Kraljevine Jugoslavije i kralj Petar Karađorđević evakuirala se kod Sarajeva. Došla je do Pala odakle je otišla ka jugu u Grčku.
Pred okupljenim narodom s hrvatskim zastavama, Kunek iz vodstva sarajevskog HSS-a pozdravio je Batušića kratkim govorom, dao prijavak s riječima da je cijelo Sarajevo slobodno i u hrvatskim rukama.
Nakon što je postrojena u Zagrebu, hrvatska je vojska s hrvatskim zastavama i hrvatskom glazbom oko 10 h svečano ušla glavnom ulicom u Sarajevo. Hrvatske su zastave bile istaknute na svim zgradama u toj ulici. Ali, na muslimanskoj Baš čaršiji, na dućanima, daščarama, nije bilo niti jedne hrvatske zastave, nego samo one male nacističke crvene, s bijelim krugom i kukastim križem u sredini. Hrvatski je zapovjednik Batušić s jednom skupinom produžio do Zvornika i Drine.
Tijekom Nezavisne Države Hrvatske Sarajevo je bilo upravno sjedište Velike župe Vrhbosna. 
Potpisivanjem Rimskih ugovora, došlo je do pobune u Seljačkoj zaštiti HSS-a i po zapovijedi Dide Kvaternika, zaštitare iz Zaštite razoružali su, utovarili su u teretne vagone i poslali u Zagreb. Jeseni su u Gestapu počeli kupiti Židove u Sarajevu. Brojne su Židove spasili Kunek iz vodstva sarajevskog HSS-a i njegovi kolege Hrvati željezničari, čiji su sinovi već bili u Crnoj legiji Jure Francetića. Židove su tajno ukrcavali u teretne vagone koji su išli u Dubrovnik, gdje ih je čekala zaštita Talijana.
Gradonačelnik grada od travnja 1941. bio je Atif Hadžikadić, disident i bivši skupštinski zastupnik JMO i mjesni pristaša Hadžićeve Muslimanske organizacije te član sarajevskog "tajnog akcijskog odbora Hrvata nacionalista". Dužnost je obnašao četiri mjeseca. Od kolovoza 1941. do svibnja 1942. gradonačelnik je Hasan Demirović. Od 1942. do 1945. gradonačelnik je bio Mustafa Softić.

## Sarajevo od 1945. do 1995.
Poslije Drugog svjetskog rata grad se ubrzano industrijalizirao i širio s izgradnjom novih stambenih naselja na zapadu i sjeveru.

### Rat 1992. – 1995.
Od 1992. do 1995. godine, tijekom rata u Bosni i Hercegovini, grad je bio pod najdužom opsadom u povijesti modernog ratovanja, za vrijeme koje je oko 12.000 ljudi izgubilo živote, a još oko 50.000 je ranjeno.